# 丸元製陶
丸元製陶株式会社（まるもとせいとう）は、滋賀県甲賀市信楽町長野に本社を置く信楽焼の浴槽等を製造・販売する企業である。

## 概要
信楽で初めて陶器浴槽の製造を開始し、1996年（平成8年）から本格的に製造・販売を開始した。陶器浴槽はオーダーメイドで、成形・乾燥等を一つ一つ手作業で行っている。主な納品先は建築設計会社・建装事業・ゼネコンデパート・ホテル・旅館・ディスプレイ関連等である。2009年（平成21年）に大型陶器浴槽の展示場「丸元製陶ショールーム」を開設し、2011年（平成23年）から個人向け陶器浴槽のネット販売を開始した。

## 主力商品
- 陶器浴槽・陶器風呂 - 陶器でできたお風呂用の浴槽
- 手水鉢（ちょうずばち）・手洗鉢・洗面ボウル - 洗面所や浴室に使用する手洗い用の流し
- 湯差し口 - 湯を陶器の湯差しから湯を注ぐインテリア
- 掛湯壺 - 大型の掛湯壺を主に製造

## 取付
陶器浴槽の設置や破損修理を実施。北海道から沖縄、中国、ヨーロッパに施工実績がある。なお、給排水設備周りは主に地元企業と提携し、据付工事や排水工事等は専門業者が実施する。
- 浴槽の台座、浴槽の排水、湯循環機

## 丸元製陶ショールーム
陶器浴槽の展示場は、実際に体験入浴ができる。常に様々な陶器浴槽を展示している。
- 1階 - 陶器浴槽、陶板風呂、ユニットバス、大壷、洗面ボウル、手水鉢等を展示
- 2階 - 陶器風呂の体験入浴場、陶器照明、陶器浴槽を展示
- 3階 - 浴槽や陶器のサウナ、かけ湯壷、湯さし口を展示。天気の良い日は露天風呂も体験入浴可能